# Adamantinoma
Adamantinoma ósseo é um tumor maligno de baixo grau, descrito por Fischer em 1913, acometendo pessoas da segunda e terceira décadas de vida, estando em 85% dos casos presente na tíbia. Cursa com metástase pulmonar de aparecimento tardio, da ordem de 15%.

## História
Sua etiologia é ainda interrogada; estudos corroboram provavelmente com origem epitelial. 
O adamantinoma da mandíbula (hoje ameloblastoma) é originário da dentina, e viu-se que, apesar de parecido na histologia, é um tumor totalmente diferente do adamantinoma da tíbia.

## Diagnóstico
A clínica é de dor insidiosa e massa palpável, porém 20% abrem com quadro de fratura patológica. Diferencia-se da displasia osteofibrosa por esta incidir em menores de 10 anos, ser indolor e totalmente intracortical.
Na radiologia, o adamantinoma apresenta-se como múltiplas lesões líticas excêntricas acometendo grande área em diáfise da tíbia com contornos bem definidos. Inicia-se na cortical, mas invade medular. Pode ainda invadir a fíbula por contiguidade.

## Tratamento
Cirurgia ampla ou radical. Não responde bem a quimioterapia ou radioterapia.
O Prognóstico é de 85% sobrevida em 10 anos.